# Katedrála Navštívení Panny Marie (Augsburg)
Katedrála Navštívení Panny Marie v Augsburku (německy Hohe Domkirche Mariä Heimsuchung či jen Augsburger Dom) je římskokatolický katedrální chrám augsburské diecéze v bavorském Augsburgu.

## Externí odkazy

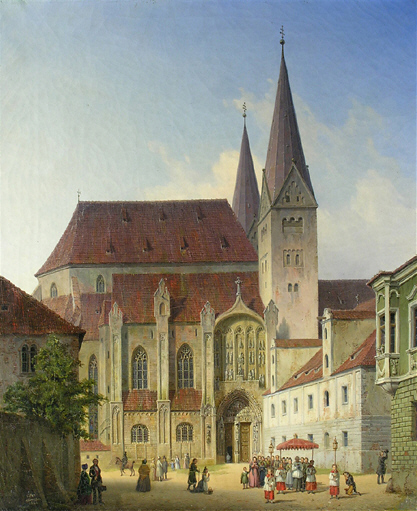
Katedrála v roce 1844